# Casargo
Casargo est une commune italienne de la province de Lecco, dans la région Lombardie. Elle est située à l'est du lac de Côme.

## Administration
| Période                                  | Période | Identité | Étiquette | Qualité |
| ---------------------------------------- | ------- | -------- | --------- | ------- |
|                                          |         |          |           |         |
| Les données manquantes sont à compléter. |         |          |           |         |

### Communes limitrophes
Crandola Valsassina, Margno, Pagnona, Premana, Primaluna, Taceno, Tremenico, Vendrogno

## Lieux et monuments
- Cascade de Pomaleccio, constituée de trois chutes d'eau.